# 许澍旸旧居
许澍旸旧居是奉系军阀张作霖的四夫人许澍旸在天津的旧居，由著名建筑师沈理源设计。始建于1926年，坐落于当时的天津英租界的香港道（Hong Kong Road，今和平区睦南道11号），目前是天津市和平区文物保护单位和重点保护等级历史风貌建筑，并作为天津五大道近代建筑群的重要组成部分，被中华人民共和国国务院批准为全国重点文物保护单位。

## 建筑风格
许澍旸旧居坐落于睦南道和香港路拐角处，东、南抵马场道，西临香港路，北沿睦南道。该建筑占地面积为650平方米，建筑面积1330平方米，为一座三层砖木结构英格兰庭院式楼房，外立面为清水红砖墙，屋顶为大坡度多层式红瓦坡顶外露式人字木屋架，建筑内部设有书房、客厅、餐厅、卧室等。该建筑采用英国维多利亚时期民居建筑形式并带有19世纪英国浪漫主义建筑的特点，是一座典型的英国乡村别墅式的高级住宅楼。